# 安倍博之
安倍 博之（あべ ひろゆき）は、日本の物理学者。早稲田大学理工学術院教授。素粒子物理学を専攻し、素粒子メダル奨励賞受賞。

## 人物・経歴
鳥取県立米子東高等学校、広島大学を経て、広島大学大学院理学研究科博士課程前期修了後、2003年広島大学大学院理学研究科物理科学専攻博士課程後期修了、博士（理学）。同年韓国科学技術院博士研究員。2005年京都大学理学部フェロー。2006年日本学術振興会特別研究員（京都大学基礎物理学研究所）。2008年東北大学グローバルCOEプログラム物理学専攻助教。素粒子物理学を専攻し、同年素粒子メダル奨励賞受賞。2009年早稲田大学理工学術院先進理工学部物理学科准教授。2015年早稲田大学理工学術院先進理工学部物理学科教授。